# Rajgadh
Rajgadh (nep. राजगढ) – gaun wikas samiti we wschodniej części Nepalu w strefie Meći w dystrykcie Jhapa. Według nepalskiego spisu powszechnego z 2001 roku liczył on 3059 gospodarstw domowych i 15354 mieszkańców (7756 kobiet i 7598 mężczyzn).